# Yaylaköy, Kuşadası
Yaylaköy là một xã thuộc huyện Kuşadası, tỉnh Aydın, Thổ Nhĩ Kỳ. Dân số thời điểm năm 2010 là 619 người.